# Robert Methven Petrie
Robert Methven Petrie (15 de mayo de 1906 – 8 de abril de 1966) fue un astrónomo canadiense.

## Semblanza
Petrie nació en Escocia, pero emigrado a Canadá cuanto tenía cinco años de edad, criándose en Victoria, Columbia Británica. Estudió matemáticas y física en la Universidad de Columbia Británica, comenzando a trabajar durante los veranos en el Observatorio Astrofísico Dominion, donde se consolidó su fascinación por la astronomía.
Se doctoró en la Universidad de Míchigan en 1932, donde fue profesor hasta 1935, cuando se incorporó al personal del Observatorio Astrofísico Dominion, que dirigió a partir de 1951.
Sus principales trabajos estuvieron centrados en el estudio extensivo de la espectroscopía de las estrellas binarias.

## Eponimia
- El cráter lunar Petrie lleva este nombre en su memoria.[2]
- La Sociedad Astronómica Canadiense estableció la Lectura del Premio R. M. Petrie conmemorando sus investigaciones astronómicas.